# 3839 Bogaevskij
3839 Bogaevskij este un asteroid din centura principală, descoperit pe 26 iulie 1971 de Nikolai Cernîh.